# パデル

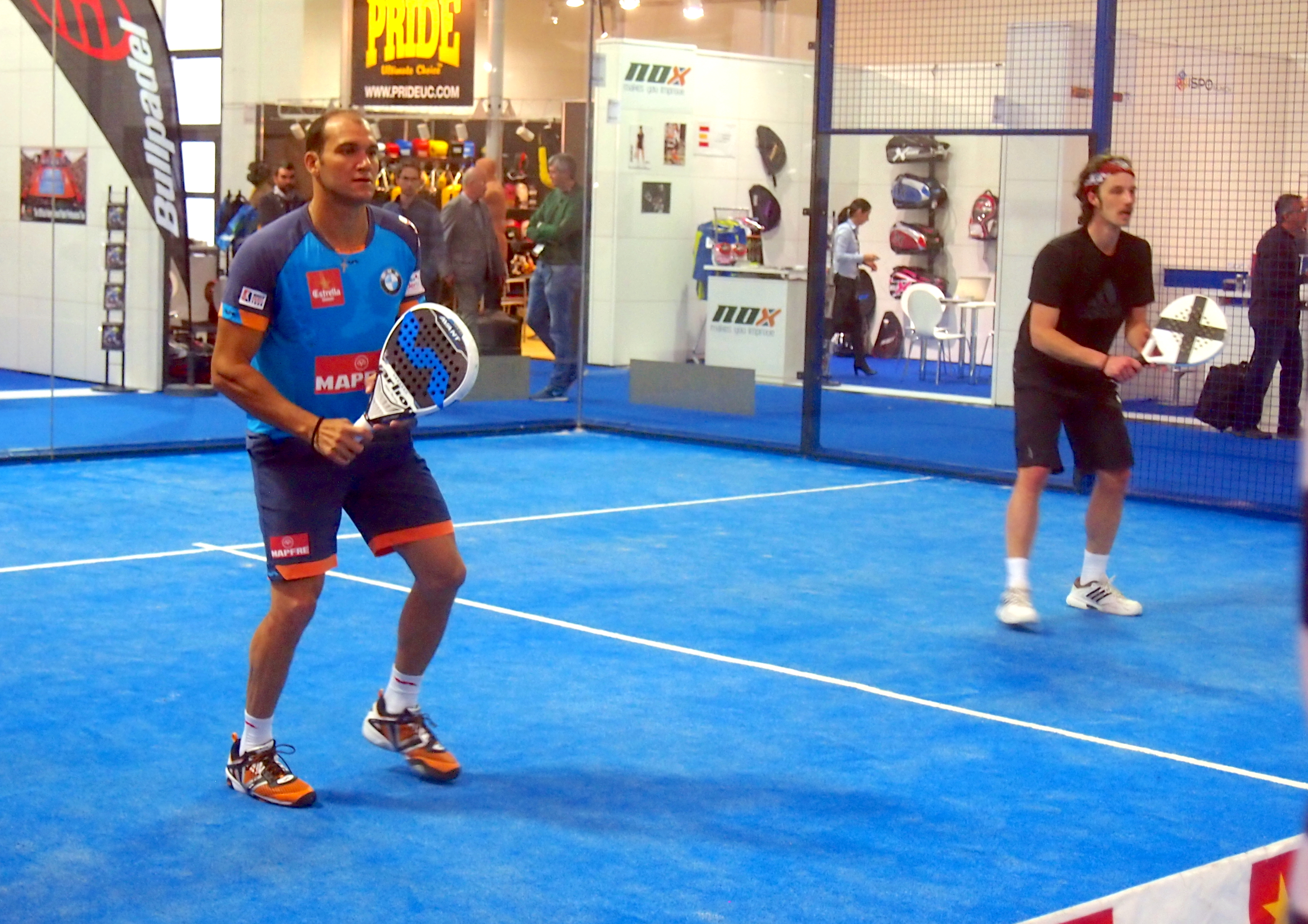
Padel area en ISPO 2014

パデル（padel）は、1980年代から競技者人口が増え始めたラケットスポーツである。スペインはじめポルトガルやイギリス、イタリア、フランス、スウェーデン、またアルゼンチン、メキシコ、ブラジル、カナダ、ウルグアイ、そしてチリなどの国々でスポーツとして発展を遂げており、近年、アメリカ合衆国へ広まりつつある。近年、競技人口が増えているスポーツとして注目されている。

## 歴史

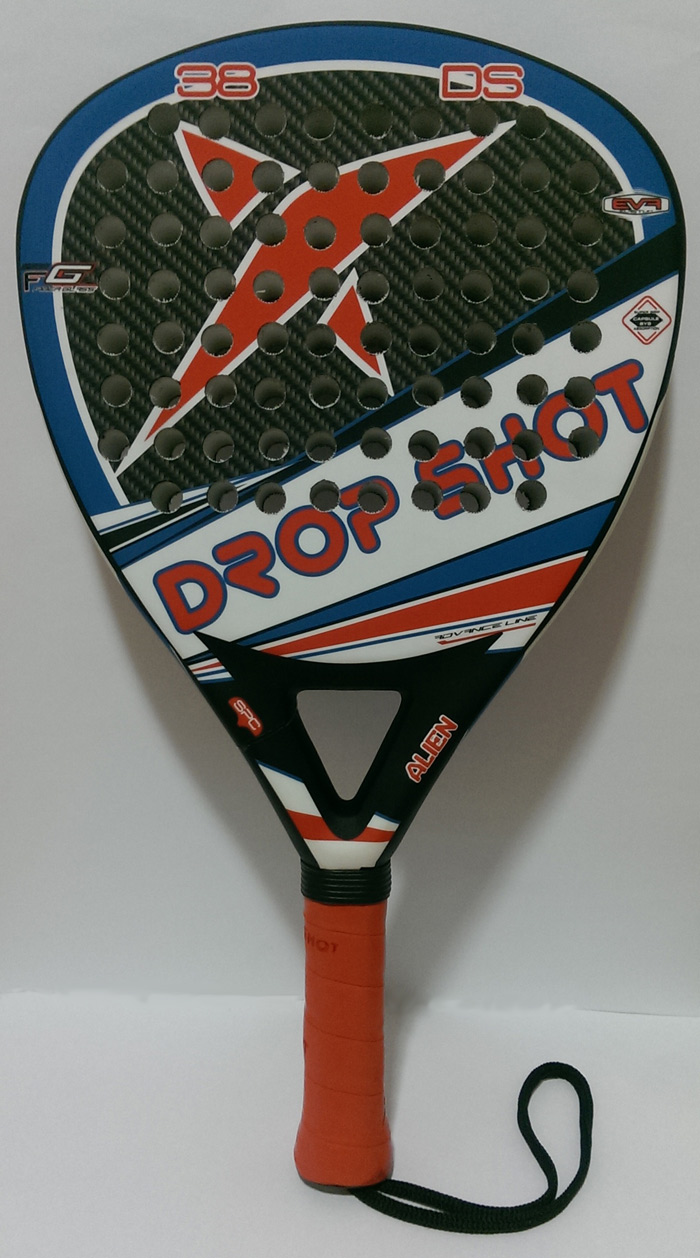
2014年のパデルのラケット

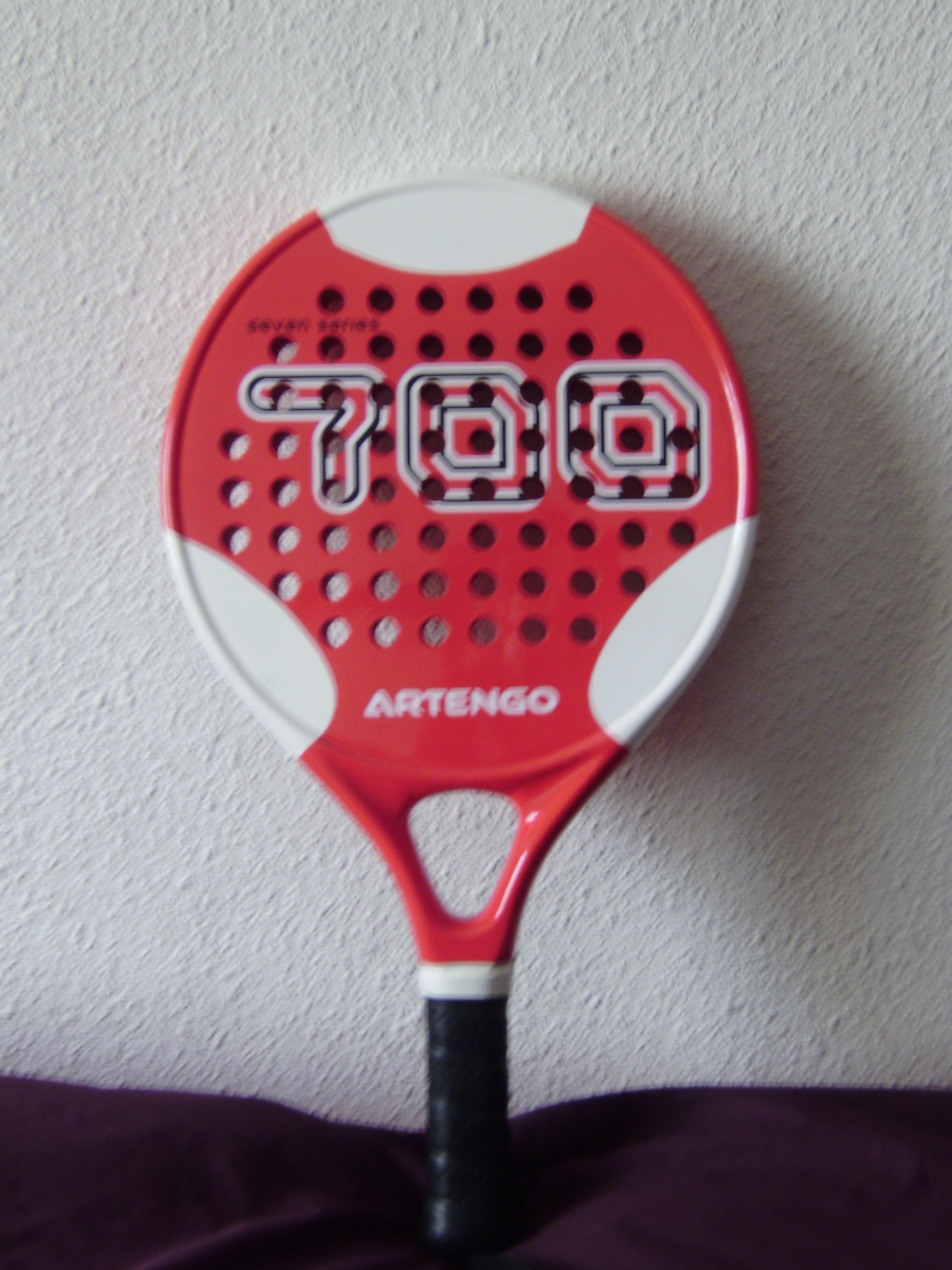
1998年のパデルのラケット

このスポーツは1970年代中頃にスペインのAlfonso de Hohenloheによって考案された。現在はスペインおよびラテンアメリカ諸国でもっとも一般的であるが、ヨーロッパや他の国々の間へも急速に普及しつつある。スペイン南部のコスタ・デル・ソルは多数のイギリス人が訪れる保養地であるが、ここでもパデルは盛んに行われており、これがイギリスに普及するきっかけとなっている。

### スペイン国内の普及
1980年代はじめ、パデルはスペインの大都市であるマドリッドやバルセロナのスポーツクラブから普及がはじまり、その後他のスペイン地域へと広がる。国内の各所でパデルコートが建設され、各地域の有名クラブが国内のトーナメントを主催するようになる。
- 1987年、スペイン・パデル協会が設立される。
- 1991年、パデル国際連盟が設立される。
- 1997年、スペイン・パデル連盟が設立される。

スペイン国内のパデル人口は2010年に約200万人を記録し、2013年には300万人を超えた。
テニスチャンピオンRafael Nadal（ラファエル・ナダル）やNovak Djokovic（ノバク・ジョコビッチ）らもパデルに魅せられた人たちである。

### ヨーロッパへ普及
1990年代終わりからパデルはヨーロッパ各国へと広まり、フランス、イタリア、ポルトガル、イギリス、ドイツ、ベルギー、スイスなどでそれぞれの連盟が設立される。

### アメリカへ普及
1975年、Alfonso de Hohenloheの親友であり、足しげくマルベージャに通っていたアルゼンチンの富豪、Julio Menditenguiはパデルの成功を目の当たりにし、これを自国に輸入することを決意する。その結果、パデルはアルゼンチンで人気になり、現在では国内で2番目にポピュラーなスポーツとして、200万人以上の競技人口が存在し、国内に造られた1万以上のコートでアルゼンチンの人々はパデルを楽しんでいる。そしてパデルはブラジル、ウルグアイ、メキシコ、チリ、パラグアイなどにも広がりを見せた。また、こうしたブームは北米にも及び、今ではアメリカやカナダにも競技者人口が増えている。

### 日本初のパデルコート
パデルを日本へ上陸させようとSpainPadel Project＝パデル普及計画が発足され、2013年に埼玉県所沢市の「所沢フットサルパーク」に日本初となるパデルコート2面が建設された。その後、日本国内のパデルコート普及は進み、2014年春関西初のパデルコートが大阪市に完成した。現在の日本パデル協会の名誉会長は『キャプテン翼』の作者である高橋陽一が就任。『キャプテン翼マガジン』でもパデルを特集するほど、高橋陽一はパデル愛好家である。

## 特徴
パデルはテニスと比べ肉体的な負担が少なく、年齢や技能の巧拙に関わらず楽しむことができる。ほとんどの人は20分もあればプレーの要領をつかむ事ができ、ゲームを堪能することができる。これはテニスのように強いショットやサーブ力に左右されることが少ないからである。
ボール、ラケット、コートの3つは必須である。基本はダブルス競技であるが、近年はシングルス専用コートも設置され、シングルスの試合も行われている。

## コート

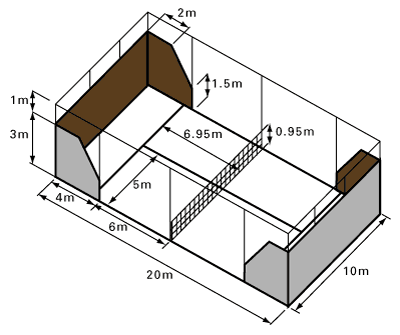
コートの大きさ（ダブルスの場合）

パデルコートのサイズは、ダブルスの場合は20 m × 10 m の長方形、シングルスの場合は20 m × 6 m の長方形で、コートの周囲は強化ガラス（壁）と金網（フェンス）により囲まれている（センターネットがある入り口付近を除く）。両サイドの奥は高さ3 mの強化ガラス（金網を含めると全長4 m）が「コ」の字型に設置されている。その他の部分は全長3 mの金網により仕切られている。
コートは真ん中に「センターネット」が設置される。ネットで分けられた各サイドは、センターネットから6.95 mのところが「サービスライン」であり、それを二分する「センターライン」が引かれている。ラインの幅はすべて 50 mmである。
舗道、及び障害物との間の許容高は6 mとするが、特にコート上方には侵入物がないようにする。

## ラケット
ラケットは最大で縦455 mm、横260 mm、厚さ38 mmとし、中心部分に数を限定しない9 mm～13 mmの穴が開いている。表面は300 mm × 260 mmというサイズを超えないことと平面でなければいけないが、規定の範囲内でラケットの表面に凹凸を付けたものも存在する。
事故防止のために、ラケットを手首に繋ぐためのストラップが付いている。その長さは最長35 cmで、競技中は着用が義務付けられる。
本稿執筆時点で、ラケット面の形状は以下の3種類に分かれている。
- 円型

スイートスポット（最適な打球を生む場所）がラケット面の中心に存在する。重心が手元に近く、一般的にコントロールのしやすさを重視する形状。その代わり、打球にスピードを与える性能は他の形状と比べて劣る。
- ダイヤモンド型

スイートスポットがラケット面の上方に存在する。重心が手元から遠く、一般的に打球に威力を与えることを重視する形状。その代わり、重心が遠い分、コントロールのしやすさは他の形状と比べて劣る。
- 涙滴型

スイートスポットがラケット面のやや上方に存在する。円型とダイヤモンド型の中間の性能。

## ボール
パデルのボールは形状、色、サイズ共テニスとほぼ同じといえるが、内圧はテニスボールより1気圧低い。

## ルール
得点の数え方はテニスと同じ。0（ラブ）、15、30、40。例えば15-0を英語ではフィフティーンラブ、15-15をフィフティーンオールと呼ぶ。40の状態から相手に2ポイント以上の差をつけることにより、そのゲームに勝利することができる（例：40-30からさらに1ポイントを取ると勝利）。
40-40の状態を、特にルールを設けない限りデュースと呼ぶ。デュースになった場合も、相手に2ポイント差をつけることにより、そのゲームに勝利することができる。サービス側が1ポイントリードしている状況をアドバンテージサーバー、レシーブ側がリードしている状況をアドバンテージレシーバーと呼ぶ。公式な試合ではサーバーまたはレシーバーの部分を選手2名の姓で呼ぶ。
- サーブ
  - 一度バウンドさせてからアンダーサーブで対角側のサービスコートに入れる。テニスと同様2回までサーブできる。
  - サーブを打つ位置は、1ポイント目はデュースサイド（ネットに向かって右半分のコート）のサービスラインより後方、2ポイント目はアドバンテージサイド（ネットに向かって左半分のコート）のサービスラインより後方から打つ。3ポイント目は右から、4ポイント目は左からと交互に打つ。
  - 打点は自分の腰の高さより下。
  - サーブを打つ際、線を踏んだり、超えてはいけない。
  - 一度バウンドさせる位置も、線に当たったり、超えてはいけない。
  - 相手のサービスコートに入った後、壁に当たるのは有効だが、フェンスに当たってはいけない。
  - サーブの失敗（フォールト）を2回犯すとファールとなり、相手側の得点となる。
  - サービス時のみ、ネットに当たって相手側のコートに有効に入った場合はプレーが続行されず、1回目または2回目のサーブのやり直しとなる。ネットに当たった後、フェンスに当たる等のフォールトの状況はフォールトの扱いとなる。
- ファール（相手側の得点になる状況）
  - 自分のコートに入ったボールが地面に2バウンド以上してしまった。
  - 打ったボールが自分のコートにバウンドしてしまった。
  - 打ったボールが直接相手側の壁、自分側または相手側のフェンスに当たってしまった（自分側の壁を利用して打ち返すのはかまわない）。
  - ボールが体に当たってしまった。
  - 打ち返されたボールがコートで1バウンドしたあと、囲っているフェンスを越えてコートの外に出されてしまった（ただしコートの外へ出たボールが2バウンドする前に相手コートに打ち返せた場合はプレイ続行する）。
  - 以上の場合はファールとなり、相手側の得点となる。

## パデル用語

### ショット
グロボ (Globo)
相手の後方へ落ちるように、放物線を描いて、高く緩いボールを山なりで返すショット。テニスでいうロブのこと。
コルタード (Cortado)
テニスでいうスライスショットのこと。
デハーダ(Dejada)
ボールに逆回転を与え、相手コートのネット際に落とすショット。テニスでいうドロップショット。
デレチャ(Derecha)
スペイン語で「右」という意味があり、ラケットの持つ手の方向に打つこと。
レベス(Reves)
スペイン語で「逆」という意味があり、テニスでいうバックハンドのこと。
バンデッハ (Bandeja)
背丈ぐらいの高さを打点として相手コートの深い所を狙ってバウンドの低いボールを打つプレー。
ビボラ(Vibora)
ネットプレーの際、背丈ぐらいの高さのボールにスライスをかけ、ボールを弾ませないショット。バンデッハとは違い、スピードとスライスを重視する。
ボレア(Volea)
ラケットを持っている手の方向に向かって、相手の打球が自陣の地面に落ちないうちに打ち返すショット。
ボレア レベス(Volea Reves)
ラケットを持っている手とは逆の方向に向かって、相手の打球が自陣の地面に落ちないうちに打ち返すショット。
レボテ(Rebote)
スペイン語で「はね返り」という意味があり、後ろの壁から跳ね返ってきたボールを打つショット
レボテ・ラテラル(Rebote Lateral)
スペイン語で「側面ではね返る」という意味があり、横の壁から跳ね返ってきたボールを打つショット
レマテ(Remate）
スマッシュショット

### プレー
チキータ (Chiquita)
相手の足元にボールを落とすプレー。
バッハーダ・デ・パレッド (Bajada De Pared)
スペイン語で「下の壁」を意味し、高いレボテが発生した場合に上からラケットを振り下ろすパデル独特のプレー。
レマテ・ポル・トレス(Remate por tres)
レマテの際に、ボールがサイドの壁を超すプレー。
コントラ・パレッド(Contra Pared)
レボテを自分側の背面の壁を使って相手コートに返球するプレー。
コントラ・パレッド・ラテラル(Contra Pared Lateral)
自分側のラテラルを使って相手コートに返球するプレー。
ドルミローナー(Dormilona)
スペイン語で「寝過ぎ」という意味があり、相手がレマテを打ってきた際、レボテのボールをネット際に返球するプレー。
ドブレ・パレッド (Doble Pared)
2つのパレッドにレボテしたボールを返球するプレー。

### その他
パレッド (Pared)
スペイン語で「壁」を意味し、ここではコート内の四方の壁のこと。
ラテラル (Lateral)
スペイン語で「側面」を意味し、特に側面の壁の壁をさす。

## 国際大会
1992年初めてパデル世界選手権がスペインで開催され、以降2年置きに開催されている。
2005年からプロツアーが「パデルプロツアー」により開催される。
2013年から名前を変更し、「ワールドパデルツアー」となる。
しかし一方でこれに対抗措置としてFIP公認プレミアパデルも2022年に創設。さらに2020年からA1パデル（旧APTパデルツアー）も存在している。